# Takuu

Takuu, es una isla coralina situada a 250 kilómetros de Bougainville, Papua Nueva Guinea, cuenta con  560 habitantes.